# Sarcophaga longicornis
Sarcophaga longicornis är en tvåvingeart som först beskrevs av Macquart 1843.  Sarcophaga longicornis ingår i släktet Sarcophaga och familjen köttflugor.
Artens utbredningsområde är Mauritius. Inga underarter finns listade i Catalogue of Life.